# Collocalia troglodytes
La salangana chica o rabitojo pigmeo (Collocalia troglodytes) es una especie de ave apodiforme de la familia Apodidae endémica de Filipinas.

## Descripción
La salangana chica mide 9 cm de largo y pesa 5,4 g, de media, lo que le convierte en el apódido más pequeño del mundo. El plumaje de sus partes superiores es negro, excepto su obispillo que es blanco, mientras que sus partes inferiores son grises.